# Oxyrhachis biformis
Oxyrhachis biformis är en insektsart som beskrevs av Capener. Oxyrhachis biformis ingår i släktet Oxyrhachis och familjen hornstritar. Inga underarter finns listade i Catalogue of Life.